# Tiit Madisson
Tiit Madisson (Tallinn, 1950. június 4. – 2021. június 21.) észt aktivista, író, politikus, Lihula polgármestere (2002–2005).

## Élete
A hetvenes évek közepén az észt hippimozgalom egyik szervezője volt.
1980 és 1986 között politikai fogoly volt Szovjetunióban. Négy évet töltött a Permi régióban található VS-389/37 és VS-389/36 politikai fogolytáborokban, majd Kelet-Jakutiában (Kolima) telepedett le.
1987. augusztus 15-ei szabadulása után megalapította az MRP-AEG csoportot, egy őzparki gyűlés után, amelynek egyik vezetője volt.
1987 szeptemberében kiutasították a Szovjetunióból. 1987 és 1990 között Svédországban élt.
Részt vett az észt börtönben lévő szabadságharcosok segítségnyújtó központjának a tevékenységében.
1990-ben visszatért Észtországba, bekapcsolódott a politikai életbe. 1995-ben az EMEX-nél dolgozott.
Egy év felfüggesztett börtönbüntetésre ítélték, két év próbaidővel, valamint a társaság anyagi kárának megtérítésére kötelezték. A fellebbezés hatályon kívül helyezte a kártérítést, ám az eredeti ítéletet helybenhagyta. 
2002 és 2005 között Lihula polgármestere volt. Kezdeményezésére 2004. augusztus 20-án emlékművet állítottak: "60 éves az észt védelmi csata". 
2010 szeptemberében Madisson és felesége Spanyolországba költözött. 
2016 augusztusában tért vissza Észtországba. 
2020-ban az MTÜ Eesti Leegioni Sõprade Klub kitüntetésben részesítette.
Az évek során egészségi állapota egyre romlott. 2021. június 21-én hunyt el.